# Cryptocarya parvifolia
Cryptocarya parvifolia är en lagerväxtart som beskrevs av Elmer Drew Merrill. Cryptocarya parvifolia ingår i släktet Cryptocarya och familjen lagerväxter. Inga underarter finns listade i Catalogue of Life.